# Der Bergdoktor – Die falsche Frau
Die falsche Frau ist eine 90-minütige Episode der deutsch-österreichischen Fernsehserie Der Bergdoktor des ZDF und ORF. Es ist die sechste Episode der neunten Staffel. Regie führte Axel Barth, das Drehbuch schrieb Philipp Roth.
Die Erstausstrahlung der Episode war am 27. Januar 2016 im Programm von ORF 2, die deutsche Erstausstrahlung war einen Tag später, am 28. Januar 2016 im ZDF.

## Handlung
Johanna Hofer leidet an einer schweren Autoimmun-Reaktion, was Dr. Gruber und Dr. Kahnweiler sehr verwundert, denn erst vor Kurzem hatte eine andere Patientin, die Juristin Dr. Rensing, dieselbe eher ungewöhnliche Diagnose erhalten, und sich seitdem nicht mehr blicken lassen. Als Martin Gruber Dr. Rensing aufsuchen will, erfährt er, dass sie bereits seit Tagen von ihrem Mann vermisst wird. Als er ein Foto der Vermissten sieht, ist ihm klar: Johanna Hofer ist Dr. Rensing. Sie hat eine Persönlichkeitsstörung und ist überzeugt, jemand anderes, also Johanna Hofer, zu sein.
Ein Versicherungsfall den Hof Distelmeier betreffend wird auf Wunsch des Chefs der Versicherung neu aufgerollt. Anne Meierling nimmt das zum Anlass, in ihre Heimat zurückzukehren. Da Martin Gruber und Rike Jäger, die zuständige Vertreterin der Versicherung, sich näher gekommen sind, glaubt Anne, Martin sei ein Verräter, der gemeinsame Sache mit Rike macht, die dafür zuständig sei, dass die Versicherung ihr noch immer eine ihr nach ihrer Meinung zustehende Zahlung verweigert.

## Rezeption

### Einschaltquoten
Die deutsche Erstausstrahlung am 28. Januar 2016 im ZDF verfolgten insgesamt 6,77 Millionen Zuschauer, was einem Marktanteil von 20,2 % beim Gesamtpublikum entsprach. Bei den Jüngeren zwischen 14 und 49 Jahren schalteten 1,11 Millionen (9,5 % Marktanteil) ein.

## Einschaltquoten
1. ↑   Freigabebescheinigung für Der Bergdoktor – Die falsche Frau. Freiwillige Selbstkontrolle der Filmwirtschaft (PDF; Prüfnummer: 158296/V).
2. ↑  Primetime-Check: Donnerstag, 28. Januar 2016 (quotenmeter.de vom 29. Januar 2016)